# Qianjiang Motorcycle
Zhejiang Qianjiang Motorcycle Company Limited или Zhejiang QJmotor Co. Ltd. — китайский производитель бензиновых и электрических мотоциклов, скутеров, трициклов и квадроциклов под марками QJMotor, QJiang, Benelli, Keeway Motors, Generic, KSR Moto и MBP Moto. Основан в 1985 году, штаб-квартира расположена в Тайчжоу (провинция Чжэцзян).

## История
Компания Qianjiang («Цяньцзян») основана в 1985 году в уезде Вэньлин. В 1999 году вышла на Шэньчжэньскую фондовую биржу и начала экспортировать свою продукцию в Азию, Европу и Америку под брендом Keeway Motors. В 2002 году дочерняя компания Keeway Motors основала итальянскую мотоциклетную компанию Moto Bologna Passione / MBP Moto (Болонья). В 2005 году Qianjiang Motorcycle приобрела итальянского производителя мотоциклов Benelli (Пезаро).
В сентябре 2016 года контрольный пакет акций Qianjiang Motorcycle (29,8 %) за 1,1 млрд юаней приобрела частная автомобильная группа Geely (Ханчжоу). В 2019 году Qianjiang Motorcycle и американская компания Harley-Davidson подписали соглашение о сотрудничестве в области совместных разработок малогабаритных мотоциклов. С сезона 2023 года QJmotor стала главным спонсором команды Gresini Racing.

## Акционеры
Основными акционерами Qianjiang Motorcycle являются глава Geely Holding Ли Шуфу (29,77 %), Invesco Great Wall Fund Management (2,08 %) и ABC-CA Fund Management (1,01 %).

## Продукция
Qianjiang Motorcycle и её дочерняя компания Benelli (Италия) производят мотоциклы (в том числе классические, родстеры, крузеры, спортивные, гоночные и двойного назначения), скутеры, квадроциклы и трициклы, а также мотоциклетные двигатели. 
- Keeway ATV
- Keeway RKF
- Keeway Superlight
- Keeway Cruiser

- Keeway TX
- Keeway F-ACT EVO
- Keeway Goccia
- Keeway Pesaro

- Keeway Focus
- Keeway Vieste
- Benelli 491
- Benelli K2